# Conde de Montbron
Máxime Xavier Marie Joseph de Cherade de Montbron, Conde de Montbron, (Amiens, 5 de março de 1872 — 16 de dezembro de 1929) foi um nobre, francês

## Biografia
Era filho de Alexandre Edouard Marie Cherade e Montbron, Conde Montbron, e de Marthe Clémentine Zéphirine Renaud d’Avesne des Meloizes-Fresnoy, filha do Visconde de Maxence e de Clemence Poupilier.
Casou-se, em 5 de dezembro de 1903, em Paris, com Maria da Luz Monteiro de Barros (1880-1938),  filha de Carlos Monteiro de Barros e de Maria Eugênia Monteiro de Barros, condessa de Monteiro de Barros, tendo os filhos:
- Joseph Charles Alexandre de Cherade, Conde de Montbron, que foi casado, a primeira vez com Marie Magdeleine Condé e, a segunda vez, com sua parenta Maria de Lourdes de Barros Brotero.
- Jaqueline de Montbron que foi casada com Jean de Leusse, oitavo marquês de Leusse.

## Brasão de Armas
- Escudo de blau com três lisonjas de jalde, postas: 2 e 1. Coronel de conde.[1]